# Max Emanuel in Bayern

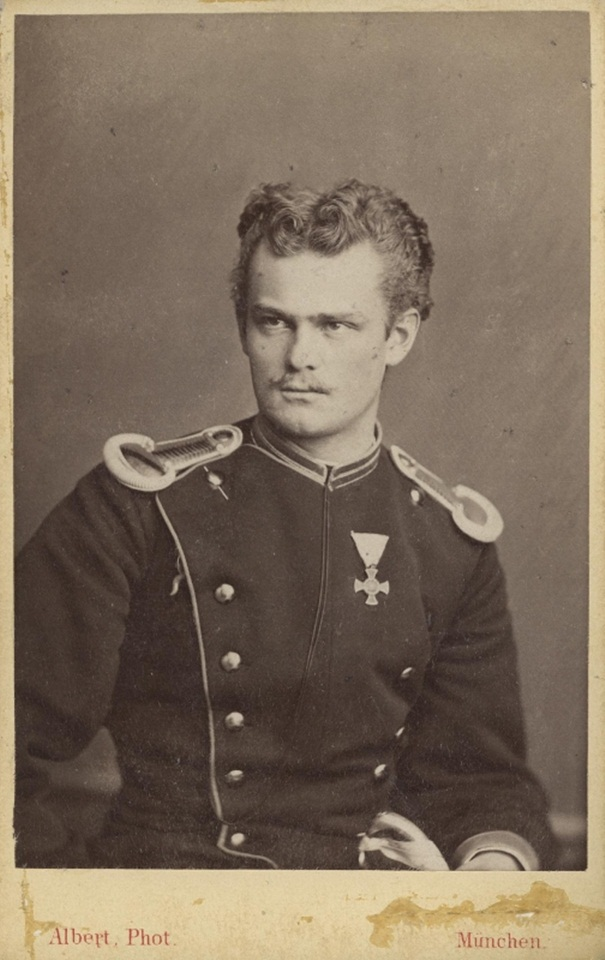
Max Emanuel in Bayern

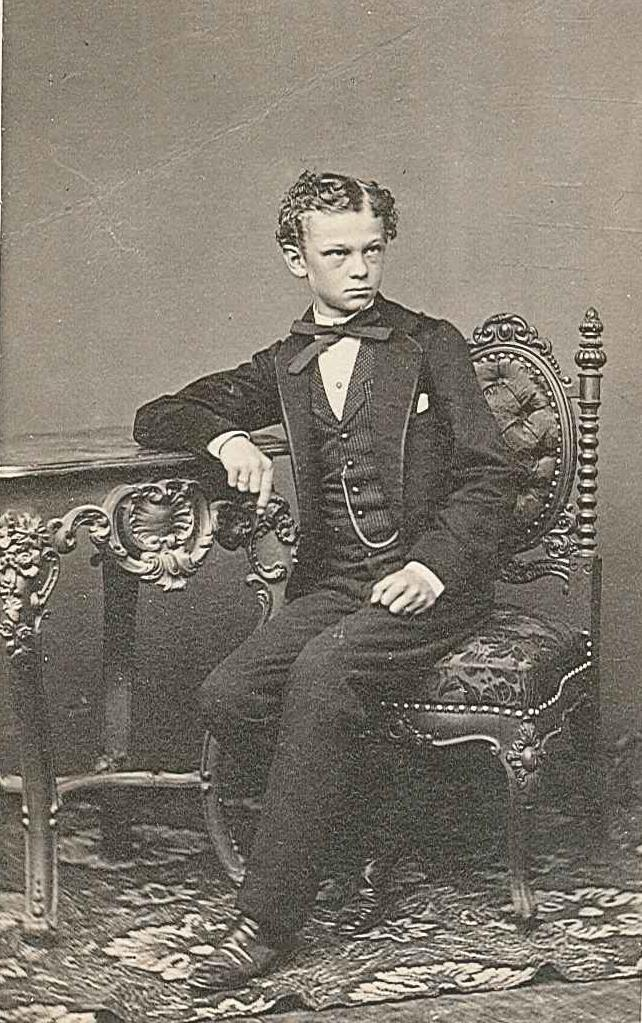
Max Emanuel in Bayern als Jugendlicher

Maximilian Emanuel in Bayern (* 7. Dezember 1849 in München; † 12. Juni 1893 in Feldafing) stammte aus der Linie der Herzöge in Bayern des Hauses Wittelsbach und war bayerischer Generalleutnant sowie Mitglied des Reichsrats.

## Leben

### Herkunft
Max Emanuel, genannt „Mapperl“, war ein Sohn von Herzog Max in Bayern (1808–1888) und dessen Frau Ludovika (1808–1892). Er war das jüngste von zehn Kindern, darunter auch Kaiserin Elisabeth von Österreich-Ungarn („Sisi“) (1837–1898).

### Militärkarriere
Max Emanuel hatte eine Leidenschaft für das Militär. Er wurde 1865 Sekondeleutnant im 2. Ulanen-Regiment „König“, nahm 1866 am Krieg gegen Preußen teil. Max Emanuel kam dabei während der Schlacht bei Kissingen zum Einsatz, wo er laut seiner Mutter Ludovika "in der größten Lebensgefahr" schwebte. Ab 1867 diente er im 3. Chevaulegers-Regiment „Herzog Karl Theodor“. Mit dem Regiment kämpfte er während des Deutsch-Französischen Krieges bei Wörth, Beaumont, Orléans und der Belagerung von Paris. Von 1873 bis 1874 wurde Max Emanuel an die Kriegsakademie kommandiert. Er absolvierte jedoch nur den 1. Lehrgang und verließ die Akademie dann wieder. Anschließend wurde er zum 1. Ulanen-Regiment versetzt und hier 1875 zum Rittmeister befördert. Bereits im Jahr darauf wurde er Major und Eskadronchef im 1. Chevaulegers-Regiment „Kaiser Nikolaus von Rußland“. Von dieser Funktion wurde Max Emanuel aus Gesundheitsgründen 1877 entbunden und à la suite des Regiments gestellt. In den kommenden Jahren wurde er jedoch kontinuierlich weiter befördert und schließlich als Generalmajor 1887 zum Kommandeur der Equitations-Anstalt in der Maximilian-II-Kaserne in München ernannt. Ab 1889 war er Generalleutnant.

### Komponist
Herzog Max Emanuel in Bayern trat auch als Komponist in Erscheinung. Sein Werk umfasst zwei kleine Klavierstücke und sechs Lieder "für eine mittlere Stimme mit Pianofortebegleitung".

### Familie
Im Jahr 1875 heiratete Max im Schloss Ebenthal Amalie von Sachsen-Coburg und Gotha (1848–1894). Aus der Ehe gingen drei Söhne hervor:
- Siegfried August (1876–1952)
- Christoph Joseph (1879–1963)

⚭ 1924 Frau Anna Sibig (1874–1958)
- Luitpold Emanuel in Bayern (1890–1973)

Diese Ehe kam mit Hilfe der kaiserlichen Schwester zustande. Da auch Leopold von Bayern an Amalie interessiert war, verkuppelte Elisabeth diesen mit ihrer Tochter Gisela.
Gemeinsam mit Amalie unternahm Max Emanuel 1881 eine Reise, die beide über Venedig nach Bozen führte, wo sie – zusammen mit Hermann Kaulbach und Friedrich von Ziegler – im künstlerisch-geselligen Defregger-Kreis verkehrten.

### Tod
Im Juni 1893 hielten sich Max Emanuel und seine Gemahlin in Feldafing auf, als es bei dem Herzog zu einer Darmblutung kam. Kurze Zeit später, in den Morgenstunden des 12. Juni 1893, verstarb Max Emanuel völlig überraschend. Die Sektion ergab, dass er an einem Magengeschwür gelitten hatte, das auf einer Arterie aufsaß und diese perforierte, so dass der Herzog innerlich verblutet war.

## Film
- Sisis berühmte Geschwister, BR-Dokumentarfilm von Bernhard Graf, 2016